# Michail Fjodorowitsch Soimonow

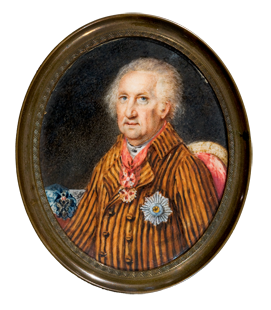
Michail Fjodorowitsch Soimonow (Friedrich Kühnel)

Michail Fjodorowitsch Soimonow (russisch Михаил Фёдорович Соймонов; * 15. Maijul. / 26. Mai 1730greg. in Moskau; † 17. Oktoberjul. / 29. Oktober 1804greg. in Serpuchow) war ein russischer Staatsbeamter und Präsident des Bergkollegiums.

## Leben
Soimonow, Sohn des Hydrographen Fjodor Iwanowitsch Soimonow, wurde 1738 zur Akademie der Wissenschaften in St. Petersburg geschickt, um Sprachen, Mathematik und Weiteres zu lernen. Ab 1742 studierte er an der Moskauer Artillerieschule am Semljanoj Wal. Nach dem Abschluss 1749 diente er als Unteroffizier.
Soimonow war zusammen mit seinem Vater in Sibirien und beteiligte sich an hydrographischen, geodätischen und kartografischen Arbeiten. Er nahm 1753–1754 an der Nertschinsk-Expedition teil. In seiner Autobiografie beschrieb er, wie er persönlich 3700 Gewerbetreibende aus Solikamsk in Nertschinsk ansiedelte und ihnen Orte für ihre Häuser mit Acker- und Weideland zuwies. Sein Vater leitete den Bau von fünf Erdbastionen für die Verteidigung.
1764 wurde Soimonow Chef der Verwaltung des Bergkollegiums und Oberprokuror des Senats. 1770–1771 setzte er sich sehr für die Gründung einer Bergbauhochschule in Russland ein. 1771 wurde er Präsident des Bergkollegiums als Nachfolger Apollos Epafroditowitsch Mussin-Puschkins. Der Senat übertrug 1771 Soimonow die Prägung neuer Rubelmünzen. 1773 stellte Soimonow in einem Bericht an den Senat fest, dass infolge der Qualitätsprobleme des gelieferten Kupfers mit der vorhandenen Ausrüstung die Prägung noch nicht möglich sei. Darauf wies auf Anordnung Katharinas II. der Generalprokuror Fürst Alexander Alexejewitsch Wjasemski Soimonow an, das Nötige zu veranlassen.
1772 organisierte Soimonow persönlich in Petrosawodsk die Sanierung der Olonezer Hüttenwerke. Er holte dafür die besten Bergoffiziere, darunter Anikita Sergejewitsch Jarzow und den Chemiker Alexander Matwejewitsch Karamyschew, der die Qualitätsprobleme in der Woizki-Goldgrube feststellte.
Als der baschkirische Bergbau Unternehmer Ismagil Tassimow aus dem Ural dem Bergkollegium einen Antrag auf eine Bergbauhochschule vorlegte, erstellte Soimonow einen Plan für die Einrichtung einer Bergbauhochschule, der vom Senat geprüft und von Katharina II. 1773 mit Anordnung der Ausführung genehmigt wurde. Soimonow war der erste Direktor dieser neuen St. Petersburger Bergbau-Hochschule, die die erste Technische Hochschule Russlands ist. Am Eröffnungstag legte er die Satzung und das Lehrprogramm vor und ernannte die grundlegenden Lehrer. Für die praktische Ausbildung der Studenten ließ er ein entsprechendes Bergwerk anlegen und richtete Laboratorien, ein Museum, eine Bibliothek, einen Verlag und eine Druckerei ein.
1776 gab Soimonow krankheitshalber das Bergkollegiumspräsidentenamt auf. Er wurde nun Chefdirektor des Departements für Berg- und Münz-Angelegenheiten. 1776 brach er zu einer langen Auslandsreise zusammen mit seinem bisherigen Mitarbeiter Iwan Iwanowitsch Chemnitzer und dem Architekten Nikolai Alexandrowitsch Lwow auf. Über Dresden, Leipzig, Frankfurt am Main und Köln reisten sie in die Niederlande und besuchten Leiden, Amsterdam und weitere Städte. Sie reisten weiter nach Frankreich und kamen im Februar 1777 in Paris an. Im Mai 1777 kehrten sie in die Niederlande zurück und reisten dann über Aachen nach Spa wo Soimonow Heilung suchte. Im Oktober 1777 kehrte Soimonow nach St. Petersburg zurück.
1797 wurde das 1781 aufgelöste Bergkollegium wieder eingerichtet mit Soimonow als Chefdirektor, womit er auch für das Münzdepartement zuständig war. Er ergriff Maßnahmen zur Entwicklung der russischen Bergbau-Industrie und leitete selbst die Erschließung der Olonezer und Nertschinsker Blei-Silber-Lagerstätten. 1798 sorgte Soimonow, der inzwischen Wirklicher Geheimer Rat (2. Rangklasse) und Senator war, persönlich für die Anstellung eines lutherischen Pastors in Jekaterinburg. 1800 drängten eine Reihe von Regierungsmitgliedern und insbesondere Soimonow auf eine Änderung des Systems der Einberufung leibeigener Bauern zur erzwungenen Arbeit, da die Arbeit freier auf Gewinn bedachter Arbeiter in den Hüttenwerken effektiver sei. Der auf Vorschlag Soimonows verfasste Ukas Pauls I. vom November 1800 zur Abschaffung des Einberufungssystems und Einrichtung des Instituts der unverzichtbaren Arbeiter wurde wegen des heftigen Widerstands am Hof nicht realisiert.
1801 ging Soimonow in den Ruhestand und ließ sich in Moskau nieder. Er wurde Ratsmitglied der Moskauer Schule des Ordens der Heiligen Katharina für adlige Mädchen und Chefkurator des Moskauer Waisenhauses.
Der Bergbauingenieur Wladimir Soimonow war ein Neffe Soimonows, den er sehr gefördert hatte.
Soimonow wurde auf dem Friedhof des Wyssozki-Klosters bei Serpuchow neben seinem Vater begraben.

## Ehrungen
- Russischer Orden der Heiligen Anna (1771)[10]
- Orden des Heiligen Andreas des Erstberufenen (1799)[1]